# Samson Po'uha
Samson Po'uha (2 de junho de 1972) é um ex-pugilista tonganês.